# أنطونيو كانوفا
أنطونيو كانوفا ( بالإيطالية &الإنجليزيةAntonio Canova )
1نوفمبر 1757 - 13 أكتوبر 1822 ، نحات ورساما إيطاليا ، حيث أشتهر بنحته للرخام ، حيث ركزت أعماله على التماثيل العارية ، تعود أعماله للمدرسة التقليدية.

## روابط خارجية
- أنطونيو كانوفا على موقع الموسوعة البريطانية (الإنجليزية)
- أنطونيو كانوفا على موقع ميوزك برينز (الإنجليزية)
- أنطونيو كانوفا على موقع إن إن دي بي (الإنجليزية)
- أنطونيو كانوفا على موقع ديسكوغز (الإنجليزية)